# −40 (tal)
−40 (minus fyrtio) är det negativa heltal som följer −41 och följs av −39.

## Inom matematiken
Talet −40 definieras som den additiva inversen till 40, det vill säga det tal vars summa med 40 är lika med 0.

## Inom meteorologin
−40 är punkten där Celsiusskalan och Fahrenheitskalan möts. −40,0 °C motsvarar alltså −40,0 °F.